# Loch Cam
Loch Cam ist ein See auf der schottischen Hebrideninsel Islay.

## Beschreibung
Der See weist eine längliche, sich in Nord-Süd-Richtung erstreckende Form mit einer maximalen Länge von 900 m und einer Breite von höchstens 290 m auf. Der See liegt in einer dünnbesiedelten Region der Insel etwa 4,5 Kilometer nordnordwestlich von Bridgend. Der Loch Cam wird von drei kleinen, am Ostufer einmündenden Bächen gespeist. Der einzige Abfluss Allt Garbh befindet sich im Südosten. Dieser verbindet sich mit einem Abfluss aus dem westlich gelegenen Nachbarsee Loch Drolsay und speist den einen Kilometer südlich gelegenen Loch Skerrols. Der aus diesem abfließende Eallabus Burn entwässert in die Bucht Loch Indaal. Loch Cam ist über eine Straße erreichbar, die von der A846 zwischen Bridgend und Port Askaig abzweigt.
Der auf 98 Metern Höhe zwischen den Hügeln Beinn Cham (198 Meter), Carn nan Gillean (188 Meter) und Beinn Ghibeach (Meter 138) gelegene Loch Cam weist eine mittlere Tiefe von 5,2 Metern auf. Sein Volumen von rund 1,1 Mio. Kubikmetern speist sich aus einem Einzugsgebiet von 117 Hektar, das sich im Wesentlichen in nordöstlicher Richtung erstreckt. Es setzt sich aus 64 % Heideland und 16 % Grasflächen zusammen, während Grundwasser 19 % des Zuflusses ausmacht. Der Loch Cam nimmt eine Fläche von 22 Hektar ein.
In der Nähe des Sees befinden sich die Überreste dreier Shieling-Hütten. Der Fischbestand des Loch Cam ermöglicht Freizeitangeln.